# محمد روشن
محمد روشن (زاده ۱۳۱۲ در رشت گیلان) پژوهشگر و مصحح ایرانی است. او در ششمین دوره جشنواره فارابی به‌عنوان مصحح برتر برگزیده شد.

## تحصیلات
محمد روشن تحصيلات مدرسه‌ای را در رشت به پايان رساند. آنگاه  به تحصيل در دانشكده ادبيات دانشگاه تهران پرداخت. او دوره کارشناسی ارشد را در پژوهشكده فرهنگ ايران گذرانيد. وى از استادانى همچون ابراهیم پورداود و محمد معين استفاده برد.

## اشتغال
محمد روشن در سال‌های ۱۳۴۸-۱۳۳۷ دبير دبيرستان‌هاى رشت بود. او از سال ۱۳۵۰ به هيئت علمى پژوهشكده فرهنگ ايران پيوست و در دوره‌هاى کارشناسی ارشد و دكتراى زبان و ادبيات فارسى و دوره کارشناسی ارشد رشته تاريخ و زبان‌شناسى تدريس می‌كرد.